# Izbori za članove vijeća i predstavnike nacionalnih manjina 2023.
Izbori za članove vijeća i predstavnike nacionalnih manjina 2023. godine održani su 7. svibnja širom Hrvatske u regionalnim (županije) i lokalnim (gradovi i općine) administrativnim jedinicama u kojima manjine ispunjavaju za to predviđene zakonske uvjete. 6. su po redu manjinski izbori od 2003. godine. Izbori su provedeni na 840 biračkih mjesta širom zemlje. Na njima su izabrana vijeća i predstavnici u 19 županija, Gradu Zagrebu, 65 gradova i 116 općina. U provedbi izbora sudjelovalo je oko 6.000 osoba dok se procjenjuje da je njihovo provođenje stajalo oko milijun i pol eura.

## Kontekst
Izbori su objavljeni u Narodnim novinama nakon odluke Vlade Republike Hrvatske o njihovom redovitom održavanju. Svaka od 22 nacionalne manjine nabrojene u uvodnom dijelu ustava ima pravo birati lokalna ili regionalna vijeća ili predstavnike u jedinicama u kojima za to ispunjava minimalne zakonske preduvjete. U brojnim se jedinicama bira i po nekoliko vijeća ili predstvavnika za različite nacionalne manjine. Na izborima 2023. godine 14 je nacionalnim manjina ispunilo uvjete za održavanje izbora za vijeća, a 19 za održavanje izbora za predstavnike pri čemu brojne manjine biraju i vijeća i predstavnike u različitim lokalnim ili regionalnim jedinicama.
Državna izborna komisija je izbore najavila sredinom ožujka 2023. godine. DIP je pri tome pozvao birače i potencijalne kandidate da provjere svoj status u popisima birača do 26. ožujka kako bi utvrdili točnost svih podataka potrebnih za sudjelovanje u izborima. Izbori su početno najavljeni za 451 vijeće i 141 predstavnika, ali su na kraju valjane liste kandidata predate samo za izbore za 352 vijeća i 109 predstavnika. Od ukupnog broja od 112 vijeća i 35 predstavnika koji na izborima 2023. neće biti birani njih 54 je u sredinama u kojima je birati trebala srpska manjina, a 14 bošnjačka. Manjinski izbori u pravilu se pri tom suočavaju i s vrlo niskom izlaznošću birača. Samo birači čija je pripadnost nacionalnoj manjini registirana u biračkim spiskovima mogu sudjelovati u izborima bilo kao kandidati ili birači.

## Izborni sustav
Izravno izabrana vijeća i predstavnici nacionalnih manjina pružaju savjetodavnu podršku lokalnim i regionalnim vlastima te se zalažu za ostvarivanje manjinskih prava i interesa, integraciju u društveni i gospodarski život i za aktivno sudjelovanje manjina u vođenju lokalnih poslova.
Manjinska se vijeća mogu birati (ali se izbori ne održavaju ukoliko nema valjanih lista) u svakoj administrativnoj jedinici u kojoj živi najmanje 1.5% pripadnika određene nacionalne manjine, ili alternativno ukoliko u njoj živi bar 200 osoba pripadnika manjine u općini ili gradu i 500 osoba u županiji. 10 članova bira se u vijeće određene manjine u svakoj od općina, 15 u gradu i 25 u županijama i Zagrebu.
Manjinski predstavnici biraju se kada manjina ne ispunjava uvjete za izbor vijeća, a u sredini živi bar 100 pripadnika manjine u općini, gradu ili županiji.
Liste za izbore za manjinska vijeća ili predstavnike mogu predlagati manjinske organizacije ili bar 20 birača u općini, 30 u gradu i 50 u županiji, dok troškove izbora snosi jedinica lokalne ili regionalne samouprave gdje se vijeće ili predstavnik biraju.
Popis stanovništva 2021. godine pokazao je kako je ukupan broj stanovnika Hrvatske pao na 3.871.833 pri čemu je njih 240.079 pripadalo jednoj od 22 manjine od kojih je najviše bilo Srba 123.892, zatim 24.131 Bošnjak, 17.980 Roma i 13.817 Albanaca.

## Kampanja
Redatelj Predrag Ličina pripremio je promotivni spot za izbore za Srpsko narodno vijeće pod sloganom „Pred nama su izbori koje je teško izgovoriti, a jako su bitni”.

## Galerija
- Srpska vijeća i predstavnici:
      Izbori za vijeća 
     Izbori za vijeća otkazani 
     Izbori za predstavnike 
     Izbori za predstavnike otkazani 
     Bez uvjeta za održavanje
- Romska  vijeća i predstavnici:
      Izbori za vijeća 
     Izbori za vijeća otkazani 
     Izbori za predstavnike 
     Izbori za predstavnike otkazani 
     Bez uvjeta za održavanje
- Mađarska vijeća i predstavnici:
      Izbori za vijeća 
     Izbori za vijeća otkazani 
     Izbori za predstavnike 
     Izbori za predstavnike otkazani 
     Bez uvjeta za održavanje
- Talijanska vijeća i predstavnici:
      Izbori za vijeća 
     Izbori za vijeća otkazani 
     Izbori za predstavnike 
     Izbori za predstavnike otkazani 
     Bez uvjeta za održavanje
- Bošnjačka vijeća i predstavnici:
      Izbori za vijeća 
     Izbori za vijeća otkazani 
     Izbori za predstavnike 
     Izbori za predstavnike otkazani 
     Bez uvjeta za održavanje
- Njemačka vijeća i predstavnici:
      Izbori za vijeća 
     Izbori za vijeća otkazani 
     Izbori za predstavnike 
     Izbori za predstavnike otkazani 
     Bez uvjeta za održavanje
- Rusinka vijeća:
      Izbori za vijeća 
     Bez uvjeta za održavanje

## Izlaznost
| Nacionalna manjina | Izborne jedinice | Broj birača                                   | Glasovalo do 11:30                                                                       | Glasovalo do 16:30                                                                        | Ukupna izlaznost |
| ------------------ | --- | --------------------------------------------- | ---------------------------------------------------------------------------------------- | ----------------------------------------------------------------------------------------- | ---------------- |
| albanska           | • Županije (vijeća) • Gradovi (vijeća) • Općine (vijeća) • Županije (predstavnici) • Gradovi (predstavnici)                         | • 7034 • 3313 • 371 • 1697 • 1.048            | • 127 (1,81 %) • 80 (2,41 %) • 14 (3,77 %) • 22 (1,30 %) • 30 (2,86 %)                   | • 880 (7,72 %) • 199 (6,01 %) • 24 (7,32 %) • 62 (3,37 %) • 79 (7,54 %)                   | /                |
| bošnjačka          | • Županije (vijeća) • Gradovi (vijeća) • Općine (vijeća) • Županije (predstavnici) • Gradovi (predstavnici)                         | • 7699 • 4786 • 2049 • 520 • 273              | • 347 (4,51 %) • 254 (5,31 %) • 90 (4,39 %) • 21 (4,04 %) • 2 (0,73 %)                   | • 1766 (14,63 %) • 666 (13,92 %) • 191 (9,36 %) • 47 (9,04 %) • 18 (6,59 %)               | /                |
| bugarska           | • Županije (predstavnici) | • 87                                          | • 0 (0,00 %)                                                                             | • 9 (6,90 %)                                                                              | /                |
| crnogorska         | • Županije (vijeća) • Gradovi (vijeća) • Županije (predstavnici) • Gradovi (predstavnici)                                           | • 498 • 774 • 1254 • 253                      | • 17 (3,41 %) • 27 (3,49 %) • 31 (2,47 %) • 11 (4,35 %)                                  | • 65 (4,19 %) • 47 (6,07 %) • 52 (4,33 %) • 12 (4,74 %)                                   | /                |
| češka              | • Županije (vijeća) • Gradovi (vijeća) • Općine (vijeća) • Županije (predstavnici) • Gradovi (predstavnici)                         | • 4380 • 3001 • 1349 • 1130 • 212             | • 260 (5,94 %) • 166 (5,53 %) • 81 (6,00 %) • 49 (4,34 %) • 17 (8,02 %)                  | • 640 (12,69 %) • 375 (12,50 %) • 194 (14,38 %) • 125 (10,13 %) • 43 (20,28 %)            | /                |
| mađarska           | • Županije (vijeća) • Gradovi (vijeća) • Općine (vijeća) • Županije (predstavnici) • Gradovi (predstavnici)                         | • 7959 • 1735 • 5188 • 1190 • 492             | • 496 (6,23 %) • 106 (6,11 %) • 370 (7,13 %) • 45 (3,78 %) • 30 (6,10 %)                 | • 1157 (14,74 %) • 134 (12,01 %) • 909 (18,45 %) • 99 (7,53 %) • 43 (8,74 %)              | /                |
| makedonska         | • Županije (vijeća) • Gradovi (vijeća) • Županije (predstavnici) • Gradovi (predstavnici)                                           | • 1116 • 393 • 1464 • 335                     | • 0 (0,00 %) • 11 (2,80 %) • 69 (4,71 %) • 34 (10,15 %)                                  | • 58 (5,20 %) • 29 (7,38 %) • 139 (9,19 %) • 62 (18,51 %)                                 | /                |
| njemačka           | • Županije (vijeća) • Gradovi (vijeća) • Općine (vijeća) • Županije (predstavnici)                                                  | • 662 • 286 • 33 • 213                        | • 30 (4,53 %) • 23 (8,04 %) • 8 (24,24 %) • 13 (6,10 %)                                  | • 42 (7,16 %) • 30 (10,49 %) • 15 (45,45 %) • 25 (10,29 %)                                | /                |
| poljska            | • Županije (predstavnici) | • 114                                         | • 0 (0,00 %)                                                                             | • 7 (6,14 %)                                                                              | /                |
| romska             | • Županije (vijeća) • Gradovi (vijeća) • Općine (vijeća) • Županije (predstavnici) • Gradovi (predstavnici)                         | • 10213 • 4870 • 4118 • 597 • 96              | • 699 (6,84 %) • 322 (6,61 %) • 387 (9,40 %) • 7 (1,17 %) • 19 (19,79 %)                 | • 1970 (16,02 %) • 918 (20,12 %) • 815 (19,79 %) • 25 (3,06 %) • 21 (21,88 %)             | /                |
| rusinska           | • Županije (vijeća) • Gradovi (vijeća) • Općine (vijeća) • Županije (predstavnici)                                                  | • 1000 • 339 • 481 • 127                      | • 49 (4,90 %) • 7 (2,06 %) • 37 (7,69 %) • 0 (0,00 %)                                    | • 113 (11,30 %) • 27 (7,96 %) • 72 (14,97 %) • 18 (14,17 %)                               | /                |
| ruska              | • Županije (predstavnici) • Gradovi (predstavnici)                                                                                  | • 346 • 51                                    | • 11 (3,18 %) • 2 (3,92 %)                                                               | • 122 (17,97 %) • 4 (7,87 %)                                                              | /                |
| slovačka           | • Županije (vijeća) • Gradovi (vijeća) • Općine (vijeća) • Županije (predstavnici)                                                  | • 2340 • 1522 • 478 • 201                     | • 117 (5,00 %) • 81 (5,32 %) • 36 (7,53 %) • 8 (3,98 %)                                  | • 288 (12,38 %) • 201 (13,21 %) • 80 (16,74 %) • 26 (7,05 %)                              | /                |
| slovenska          | • Županije (vijeća) • Gradovi (vijeća) • Općine (vijeća) • Županije (predstavnici) • Gradovi (predstavnici)                         | • 2629 • 1307 • 241 • 1328 • 467              | • 51 (1,94 %) • 30 (2,30 %) • 9 (3,73 %) • 28 (2,11 %) • 13 (2,78 %)                     | • 160 (3,89 %) • 57 (4,36 %) • 18 (7,47 %) • 52 (4,02 %) • 24 (5,14 %)                    | /                |
| srpska             | • Županije (vijeća) • Gradovi (vijeća) • Općine (vijeća) • Županije (predstavnici) • Gradovi (predstavnici) • Općine (predstavnici) | • 125 180 • 74 051 • 38 042 • 846 • 907 • 211 | • 4063 (3,25 %) • 1998 (2,70 %) • 2187 (5,75 %) • 27 (3,19 %) • 12 (1,32 %) • 6 (2,84 %) | • 9420 (6,41 %) • 3724 (5,45 %) • 5050 (13,73 %) • 50 (5,91 %) • 12 (2,01 %) • 9 (4,27 %) | /                |
| talijanska         | • Županije (vijeća) • Gradovi (vijeća) • Općine (vijeća) • Županije (predstavnici) • Gradovi (predstavnici)                         | • 14 872 • 11 603 • 507 • 640 • 187           | • 416 (2,80 %) • 329 (2,84 %) • 32 (6,31 %) • 19 (2,97 %) • 9 (4,81 %)                   | • 961 (6,46 %) • 791 (6,82 %) • 69 (13,61 %) • 68 (7,06 %) • 18 (9,63 %)                  | /                |
| turska             | • Županije (predstavnici) | • 65                                          | • 0 (0,00 %)                                                                             | • 4 (6,15 %)                                                                              | /                |
| ukrajinska         | • Općine (vijeća) • Županije (predstavnici) • Gradovi (predstavnici)                                                                | • 212 • 858 • 164                             | • 25 (11,79 %) • 46 (5,36 %) • 12 (7,32 %)                                               | • 45 (21,23 %) • 140 (11,93 %) • 22 (13,41 %)                                             | /                |
| židovska           | • Županije (predstavnici) | • 183                                         | • 0 (0,00 %)                                                                             | • 20 (10,93 %)                                                                            | /                |

## Vanjske poveznice
- Izbori članova vijeća i predstavnika nacionalnih manjina 2023., Državno izborno povjerenstvo Republike Hrvatske
- Izbori za članove vijeća i predstavnike nacionalnih manjina u jedinicama lokalne i područne (regionalne) samouprave 7.5.2023., Državno izborno povjerenstvo Republike Hrvatske
- Izbori za članove vijeća i predstavnike nacionalnih manjina, Ministarstvo pravosuđa i uprave Republike Hrvatske
- Registar vijeća, koordinacija vijeća i predstavnika nacionalnih manjina, Ministarstvo pravosuđa i uprave Republike Hrvatske